# Audiència Provincial d'Alacant
L'Audiència Provincial d'Alacant és l'audiència provincial a la província d'Alacant.
Està composta per 10 seccions: 5 de penals (1, 2, 3, 7 i 10) i 5 de civils (4, 5, 6, 8 i 9). Té la seua seu a la plaça de l'Ajuntament d'Alacant, encara que dues de les seues seccions (la 7a penal i la 9a civil) estan ubicades a Elx. Des del desembre de 2016, el seu president és el magistrat Juan Carlos Cerón Hernández.

## Presidència
- Juan Carlos Cerón Hernández (2016 - actualitat)[4]
- Vicente Magro Servet (2001 - 2016)[5]
- Faustino de Urquía Gómez (1988 - 1998)[6][7]